# Dosinia japonica
Dosinia japonica is een tweekleppigensoort uit de familie van de Veneridae. De wetenschappelijke naam van de soort is voor het eerst geldig gepubliceerd in 1850 door Reeve.